# Amauri de Tours
Amaury de Tours ou Amauri est le 48e évêque de Tours, avec rang d'archevêque, de 851 à 855.

## Biographie
Il a pour élève Paul, futur évêque de Rouen, et Joseph, futur précepteur ou tuteur de Louis le Bègue,,.
Il est l'un des trois archevêques (« métropolitains ») qui, aux côtés de Charles le Chauve, assistent au concile de Soissons convoqué par Hincmar pour le 22 avril 853 : il s'agit d'entériner ou de récuser les nominations de clercs faites à Reims par Ebbon. En 853, les ordinations antécédentes d'Ebbon sont également déclarées illégales par le concile de Soissons mais le roi use de son pouvoir pour demander et obtenir leur rétablissement.